# Quelpartoniscus toyamaensis
Quelpartoniscus toyamaensis là một loài chân đều trong họ Scyphacidae. Loài này được Nunomura miêu tả khoa học năm 2005.